# Oprøret på Mors
Oprøret på Mors er en dokumentarfilm fra 1988 instrueret af Jørgen Vestergaard efter manuskript af Jørgen Vestergaard og Knud Sørensen.

## Handling
Om den første grundtvigianske frimenighed.